# 圣乔治德科米耶
圣乔治德科米耶（法語：Saint-Georges-de-Commiers，法語發音：[sɛ̃ ʒɔʁʒ də kɔmje]）是法国伊泽尔省的一个市镇，属于格勒诺布尔区。

## 地理
圣乔治德科米耶（45°2'17"N, 5°42'13"E）面积14.62 平方千米，位于法国奥弗涅-罗讷-阿尔卑斯大区伊泽尔省，该省份为法国东南部内陆省份，北起顺时针与安省、萨瓦省、上阿尔卑斯省、德龙省、阿尔代什省、卢瓦尔省和罗讷省。
与圣乔治德科米耶接壤的市镇（或旧市镇、城区）包括：维夫、德拉克河畔尚、科米耶圣母村、沃圣母村、圣让德沃。
圣乔治德科米耶的时区为UTC+01:00、UTC+02:00（夏令时）。

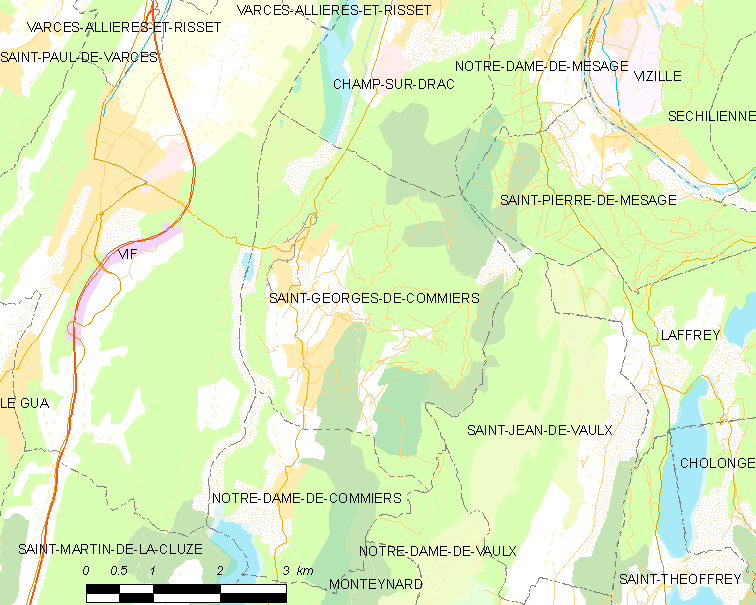
圣乔治德科米耶的OSM定位图

## 行政
圣乔治德科米耶的邮政编码为38450，INSEE市镇编码为38388。

## 政治
圣乔治德科米耶所属的省级选区为勒蓬德克莱县。

## 人口

1962-2008年间圣乔治德科米耶人口变化图示

圣乔治德科米耶于2022年1月1日时的人口数量为2691人。